# Abrokomas (Sohn des Dareios)
Abrokomas († 11. August 480 v. Chr. bei den Thermopylen) war ein Sohn des persischen Großkönigs Dareios I. und der Phratagune. Phratagune war die Tochter von Artanes, Bruder von Dareios. Für Abrokomes war deswegen Dareios zugleich Vater und Großonkel. Abrokomas starb wie sein Bruder Hyperanthes vermutlich am 11. August 480 v. u. Z. in der Schlacht bei den Thermopylen, für Xerxes I. kämpfend. Die Schreibung Abrokomes ist eine Hellenisierung.
Er ist namensgleich mit dem persischen General Abrokomas, der um 400 v. Chr. lebte.